# Åsa von Schoultz
Åsa von Schoultz, tidigare Bengtsson, född 14 februari 1973, är en svensk professor i statsvetenskap. Hon är sedan 2017 svenskspråkig professor i allmän statslära vid Helsingfors universitet.
Åsa von Schoultz har sin forskarutbildning vid Åbo Akademi och disputerade 2002 på en avhandling om Ekonomisk röstning och politisk kontext : en studie av 266 val i parlamentariska demokratier 1950–1997. Hon inriktade sig därefter på politiskt beteende ur brett perspektiv, ofta i finländsk eller finlandssvensk kontext. Politiskt deltagande, medborgarnas syn på politiska processer och beslutsmetoder, partival och kandidatkonkurrens är några av de frågor som hennes forskning behandlar. von Schoultz är sedan 2011 medlem av ledningsgruppen för Finlands valforskning. Hon är även undersökningsledare för finlands riksdagskandidatundersökning, som är en del av den internationalla undersökningen Comparative Candidates Survey.  
von Schoultz var docent i statsvetenskap vid Åbo Akademi och 2014–2017 professor i statsvetenskap vid Mittuniversitetet.